# Huidhonger
Huidhonger is een benaming voor het gebrek aan liefdevolle aanrakingen en het verlangen naar huidcontact. Het kan daarbij gaan om vriendschappelijke knuffels, schouderklopjes, omhelzingen en handenschudden, tot kussen, strelingen, intimiteit en seks.
De term kreeg in het Nederlands vooral bekendheid na het uitbreken van de coronapandemie in het voorjaar van 2020.

## Primaire levensbehoefte
Zodra iemand wordt aangeraakt, komt oxytocine vrij in de hersenen, ook wel een gelukshormoon genoemd. De huid is het grootste orgaan en geeft men een identiteit en een ik-gevoel. Aanraking is goed voor het algehele welbevinden en is een eerste levensbehoefte. Uit onderzoek is bekend dat baby’s lichamelijk contact nodig hebben om zich goed te kunnen ontwikkelen. Maar de behoefte aan lichamelijkheid verdwijnt niet met het ouder worden; ook kinderen, volwassenen en ouderen hebben behoefte aan huid-op-huidcontact. Voor ouderen met dementie wordt fysiek contact uiteindelijk zelfs de enige manier die ze nog hebben om te communiceren.

## Experimenten met apen

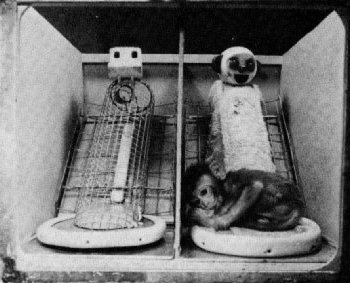
Het aapje kiest voor de zachte moeder zonder melk in plaats van de ijzeren moeder met melk.

In de  jaren 1950 deed de Amerikaanse psycholoog Harry F. Harlow onderzoek naar het belang van aanraking bij primaten. Hij zette resusaapjes, net na hun geboorte, elk in een kooi met twee nepmoeders: de ene van ijzer en de andere van zachte stof. In een van de experimenten werd de ijzeren nepmoeder uitgerust met een flesje melk en de zachte niet. Er werd gedacht dat voedsel de belangrijkste factor zou zijn voor gehechtheid en dat het aapje voor de ijzeren nepmoeder met de melk zou kiezen. Uiteindelijk koos het aapje voor de zachte moeder zonder melk.